# Mayu-Dama
Mayu-Dama é um sistema social kachin relacionado com o parentesco de afinidade e com as regras sociais que regem que os indivíduos podem casar-se com base nas relações entre as famílias. Mayu (dadores de esposa) é o nome usado pela família do marido para descrever a família da esposa. Dama (tomadores de esposa) é a palavra usada para descrever a família do marido pela família da esposa. As famílias são ambos Mayu e Dama em suas relações com outras famílias. Kahpu-Kanau refere-se a uma relação entre o mesmo clã, e, portanto, uma proibição de casamento. Maran La Raw afirma que as relações de parentesco são um dos fundamentos da identidade étnica Kachin e que, quando dois Kachin se encontram eles devem ser capazes de estabelecer suas relações de acordo com a Mayu-Dama, enquanto E. R. Leach, afirmou que o sistema Mayu-Dama foi "o principio crucial da diferenciação moderna da estrutura social Kachin".

## Hpuja
Hpuja ou hpaji hpaga (Zaiwa: pau je) é o dote dado a partir do Dama para o Mayu. Pode incluir gado, dinheiro, campainhas, gongos, licor, tecidos, roupas, agasalhos, cobertores e jóias." Gongos, em particular, são uma das mais altas preciosidades que se pode trocar como presente na sociedade Kachin.

## Sharung Shagau
(Zaiwa: Shirung Je) Os itens de dote podem incluir "duas cestas de dadores de esposa" contendo grãos de ritual, sementes, facas de ritual e uma lança, bem como armas de fogo, facas cerimoniais, entre outras coisas. Tripés e outros utensílios também poderão ser oferecidos, que em linguagem Zaiwa são definidos como "Riqueza de Entrar na Casa".

## Agência feminina
Enquanto o sistema Mayu-Dauma parece centrado em torno da posse das mulheres, verificou-se que as mulheres Jinghpaw, em negociações multi-familiar, podem "...representar-se a si mesmas, pois ainda fazem parte da linhagem Mayu", havendo uma agência que lhes dá uma certa flexibilidade em interacções económicas em oposição aos homens, que estão mais limitados por relações de parentesco e obrigações.

## Kahpu Kanau
A relação Kahpu Kanau, de acordo com Sadan, "lubrifica o sistema de interações sociais entre grupos de parentesco", permitindo relações kahpu kanau com o intuito de ajudar uns aos outros através de favores ou de outro tipo de ajuda, sem a necessidade de ritual. No final do século XVIII, muitos dos grupos de assentamento Jinghpaw em Assam foram Kapu Kanau e, portanto, socialmente iguais.

## Hkau Wang Magam
Hkau Wang Magam é uma variação cíclica de mayu-dama praticada entre três linhagens, em que pares mayu-dama alternam as relações para cada ciclo.

## História
Em meados do século XX o sistema de costumes Mayu-Dama era uma tradição/costume para a sociedade Kachin, embora não seja estritamente imposta e era possível, legalmente, casar uma "Lawu-Lahta", um indivíduo que não era nem Mayu ou Dama.

## Correspondência entre clãs
Tem sido reconhecido que os grupos étnicos dos Kachin têm clãs correspondentes. Entre os Jinghpaw há cinco clãs principais: o Maran, o Marip, o Nhkum, o Lahpai e o Lahtaw; em outros grupos étnicos, há clãs correspondentes para os Jinghpaw, o que faz com que os membros dos dois clãs sejam vistos como Kahpu-Kanau.